# Desideria Giménez Moner
Desideria Giménez Moner (Bagüés, 4 de agosto de 1919-Jaca, 7 de agosto de 1936), conocida con el apodo La Cazoleta, fue una activista republicana española. Se convirtió en un símbolo de Jaca tras encabezar una manifestación obrera del primero de mayo. Las localidades de Bagüés, Jaca y Zaragoza cuentan con calles denominadas en su honor.

## Biografía
Nació en el pequeño pueblo de Bagüés, en la comarca de las Cinco Villas (Zaragoza). Su padre, Juan José Giménez Artieda, era albañil.  Su madre, Isabel Moner era de origen catalán. Su familia se trasladó a Jaca cuando Giménez era una niña y allí sus padres regentaron una taberna llamada La Cazoleta, que le dio el apodo con el que después fue conocida.
Militó en las Juventudes Socialistas Unificadas (JSU) y colaboró con Socorro Rojo Internacional. En 1936, a los dieciséis años, Giménez Moner, encabezó la manifestación obrera del primero de mayo, haciendo ondear la bandera roja seguida por más tres mil personas.

### Represión y muerte
Tras el triunfo del golpe de Estado de 1936 contra la Segunda República, Giménez Moner fue encarcelada por su actividad antifascista. El 6 de agosto de 1936, fue sacada de la cárcel junto a Pilar Vizcarra Calvo, una mujer embarazada a la que habían hecho presenciar el fusilamiento del marido, por el capuchino y capellán carlista Hermenegildo de Fustiñana y otros carlistas. Fue violada y fusilada por una guerrilla fascista al inicio de la Guerra civil española,el 7 de agosto de 1936, tres días después de haber cumplido 17 años. Vizcarra Calvo fue fusilada junto a ella. Posteriormente, también en 1936, fue fusilado su padre, Giménez Artieda, y fueron enterrados en una fosa común.
Los restos de Desideria Giménez, su padre y otras trescientas doce personas fueron hallados en el cementerio de Jaca, en la fosa identificada como el número 16.

## Homenajes, reconocimientos y distinciones
- En agosto de 1998, el ayuntamiento de Bagüés bautizó dos de sus calles con el nombre de Desideria Giménez Moner y Gerardo Ponz Pérez, ambos nacidos en dicha localidad.[5]

- En 2010 se inauguró en la parte nueva del cementerio de Jaca la obra del artista local Pablo Valdevira en memoria de los 417 jacetanos fusilados durante el período de 1936-1942.[14] La localidad oscense de Jaca también le dedicó una calle denominada La Cazoleta.[6]

- El 20 de mayo de 2016, la Asociación Vecinal San José de Zaragoza elevó a la presidencia de la Junta del Distrito de Barcelona una petición de cambio de nombre de la calle Diez de Agosto (conmemorativo de la primera sublevación contra la Segunda República en 1931) por el nombre de la joven activista Desideria Giménez Moner. Finalmente, el primero de mayo de 2018 se celebró un homenaje y la inauguración de la calle Desideria Giménez Moner (La cazoleta) en Zaragoza.[7][15]

- En Jaca, hay un monolito en homenaje a La Cazoleta.[4]

- La vida y muerte de Desideria inspiró al poeta Gregório Olivan García a escribir el Romance de la Cazoleta, estudiado por filólogos franceses e incluido en libros sobre la guerra civil.[8][16][17] Giménez también da nombre a la Asociación Desideria Giménez, una organización feminista comprometida con la transformación social.[4][18]